# Sân bay Phượng Hoàng Đồng Nhân
Sân bay Phượng Hoàng Đồng Nhân là một sân bay ở Đồng Nhân, Quý Châu, Cộng hòa Nhân dân Trung Hoa (IATA: TEN, ICAO: ZUTR). Khai trương hoạt động năm 2001  Lưu trữ ngày 29 tháng 9 năm 2007 tại Wayback Machine, sân bay được đặt tại Đại Hưng, thuộc Huyện tự trị dân tộc Miêu Tùng Đào, cách Đồng Nhân 21 kilomet, và cách Phượng Hoàng, một địa điểm du lịch nổi tiếng của tỉnh Hồ Nam kế bên, 34 kilomet. Ban đầu được đặt tên là Đại Hưng Đồng Nhân, sân bay được đổi tên thành Phượng Hoàng Đồng Nhân (tiếng Trung: 铜仁凤凰机场), vì sự nổi tiếng này của Phượng Hoàng.

## Các hãng hàng không và các điểm đến
| Hãng hàng không           | Các điểm đến                                                                               |
| ------------------------- | ------------------------------------------------------------------------------------------ |
| Air Chang'an              | Tam Á, Tây An, Hạ Môn                                                                      |
| China Eastern Airlines    | Hàng Châu, Côn Minh, Thượng Hải–Phố Đông Theo mùa: Nam Kinh, Vô Tích                       |
| China Express Airlines    | Trùng Khánh, Quý Dương, Nam Ninh, Trịnh Châu                                               |
| China Southern Airlines   | Bắc Kinh–Thủ đô, Quảng Châu                                                                |
| China United Airlines     | Bắc Kinh-Nam Uyển, Hải Khẩu                                                                |
| Colorful Guizhou Airlines | Ninh Ba                                                                                    |
| Hainan Airlines           | Bắc Kinh–Thủ đô, Quảng Châu, Hô Hòa Hạo Đặc, Lan Châu, Thâm Quyến, Thạch Gia Trang, Vũ Hán |
| Tibet Airlines            | Thành Đô, Phúc Châu                                                                        |